# Fest-noz
Un fest-noz ([fɛst noz] ; en breton : /fɛs(t) ˈnoːs/, pluriel festoù-noz) est un type de fête « revivaliste » (essentiellement un bal), remis au goût du jour dans les années 1950 dans le centre de la Basse-Bretagne (essentiellement la Haute-Cornouaille), dans le but de recréer les rassemblements festifs de la société paysanne qui ponctuaient les journées de travaux collectifs et qui avaient disparu dans les années 1930. La renaissance des festoù-noz peut être attribuée à Loeiz Ropars.
Lorsqu'il se déroule en journée on parle de Fest-deiz (deiz signifiant jour en breton tandis que noz signifie nuit).
Au cours des années 1970, grâce au mouvement folk, en particulier l'effet Alan Stivell à partir de 1972, les festoù-noz ne se cantonnent plus au centre de la Bretagne. Beaucoup de jeunes découvrent la musique et la danse bretonne et s'en emparent : le fest-noz devient une manifestation urbaine. De nombreuses associations en organisent parfois dans un but militant ou même lucratif. Ce premier effet de mode passé, ces rassemblements se raréfient dès la fin des années 1970. Toutefois, au cours des années 1980 et 1990, musiciens et danseurs s'approprient leur culture, en l'approfondissant et en la consolidant. C'est pourquoi le fest-noz retrouve une grande popularité dans les années 1998-2000 avec le renouveau de la musique bretonne et celtique. Le phénomène est désormais d'une grande ampleur, on compte plusieurs centaines de festoù-noz organisés chaque année, et a même quitté la Bretagne pour gagner d'autres régions de France. Le 5 décembre 2012, le fest-noz est inscrit comme patrimoine culturel immatériel de l'humanité par l'UNESCO après que cette pratique a été inscrite à l'Inventaire du patrimoine culturel immatériel en France.

## Étymologie
C'est un mot breton signifiant « fête de nuit », par opposition au fest-deiz pour « fête de jour ».
Le pluriel breton est festoù-noz, mais les sœurs Goadec disaient festnozoù, et le français peut dire aussi des fest-noz.

## Historique

### Tradition issue de la société rurale
Des auteurs signalent déjà aux  XVIIe et XVIIIe siècles, que le lien à la danse est très populaire en Bretagne. Dans son ouvrage Breiz Izel (1844), Alexandre Bouët écrit « aucun peuple n'a porté plus loin la passion de la danse ».
Dans la société rurale bretonne d'avant 1930, les grands travaux agricoles (moissons, battages, récolte des pommes de terre ou de pommes à cidre, arrachages…) sont la principale occasion de danser. Ces rassemblements, où se manifestent l'entraide et la solidarité se terminent par des danses, collectives par essence, qui deviennent ainsi l'expression de toute la communauté. Ces danses sont également l'occasion de « casser la fatigue » après le travail harassant des champs. Les femmes comme les hommes participent à ces travaux manuels. Cette corvée automnale est dissimulée par le chant, apaisant fatigue et sautes d'humeur. Le repas convivial, où sont seulement invités ceux qui ont participé à la tâche, est généralement plein d'entrain : rondes chantées, joutes orales (disparues), improvisations de compléments chantés (kan ha bôz), jeux de force (baz yod) et petits concours de danse, récompensés de tabac pour les hommes et de rubans pour les femmes. Puis, jusque tard dans la nuit, les danses transmettent une excitation croissante des chanteurs aux danseurs, puis des danseurs aux chanteurs. L'étroite cohésion de la ronde ou de la chaîne provoque un dépassement de chacun et permet au groupe d'accéder à un certain état de conscience collectif. La fête de nuit est l'expression d'une communauté en liesse, où la dimension collective avoisine la transe. Le sonneur est stimulé par les bons danseurs avec lesquels il peut communiquer ses airs à danser. Tous les acteurs participent à la danse, en s'accompagnant souvent eux-mêmes de leurs chants.
Parfois, les danses répondent à une fonction utilitaire, comme lors de la réfection des aires à battre les céréales (au fléau). C'est la danse de l'aire neuve (dañs al leur nevez) qui utilise l'action des danseurs pour tasser le sol. Le martèlement des sabots de bois s'avère alors particulièrement efficace. On procède de la même façon pour confectionner le sol de terre battue d'une maison, mais les danseurs sont bien sûr moins nombreux, la place étant limitée à l'intérieur[réf. souhaitée].
Les fêtes calendaires (pardons, foires...) et les noces sont l'autre grande occasion de danser. Celles-ci s'étalent souvent sur trois, voire quatre jours et peuvent rassembler jusqu'à 2 000 invités pour les plus importantes. On danse dès la sortie de l'église, sur le chemin menant sur les lieux du banquet et, à la ferme, en attendant les viandes, c'est alors la danse du rôti, la dañs ar rost. Des sonneurs sont présents pour ces grandes occasions. Ces fêtes étaient l'occasion pour les jeunes de se rencontrer et aussi de s'évaluer, sur le plan social, grâce aux habits, et celui de la résistance à la fatigue, une même danse durant parfois très longtemps avec des pas complexes et rapides demandant effort et technique.

### Les freins à son développement
L'Église a tenté d'interdire[réf. souhaitée] les danses « kof-a-kof » (ventre contre ventre ou danses de couple), mais tolérait de se tenir par le petit doigt. Dans certaines paroisses, il fallait se tenir par l'intermédiaire d'un mouchoir. Le fest-noz du paysan de l'ancienne tradition était encore bien vivant à la fin des années 1920 et dans certains endroits (Maël Carhaix, Rostrenen), jusque vers 1935, pour tomber en désuétude partout à la fin des années 1930. L'occupant nazi interdisant l'organisation de bals publics, des bals clandestins émergent dans les villages, loin du bourg. Faute d'orchestre, on se remet à chanter le kan ha diskan et donc à danser le répertoire de rondes appropriées à cette technique vocale. Indépendamment de toute corvée agricole, la jeunesse découvre alors comment il était possible de s'amuser simplement.
Lorsque la mécanisation de l'agriculture apporte les premières arracheuses de pommes de terre, marquant ainsi la fin des travaux communautaires et donc des festoù-noz traditionnels, quelques personnes ont l'idée de remettre à l'honneur les festoù-noz, comme Albert Trévidic et surtout Loeiz Ropars de Poullaouen qui souhaitent en même temps relancer la technique du kan da zañsal (chant pour danser), en usage pour soutenir à la voix les dañs tro. Dans les années 1940, il saisit ce patrimoine original et dense, alors même que la société traditionnelle s'en éloigne, découvrant les bals. Il fallut réinventer le fest-noz ou plutôt lui trouver une autre raison d'être. Ce furent, d'un côté, les membres des cercles celtiques, désireux de s'amuser en dehors de leurs obligations scéniques, de l'autre les anciens paysans encore bien valides qui animèrent les premiers festoù-noz nouvelle manière, un temps baptisés « bals bretons » dans sa forme citadine. Ils prennent en effet toutes les allures de bals : entrée payante, ouvert à tout public, musiciens et chanteurs annoncés par affichage, scène surélevée, buvette pourvue en « rouge-limonade » et « champagne breton ».

### Une renaissance locale

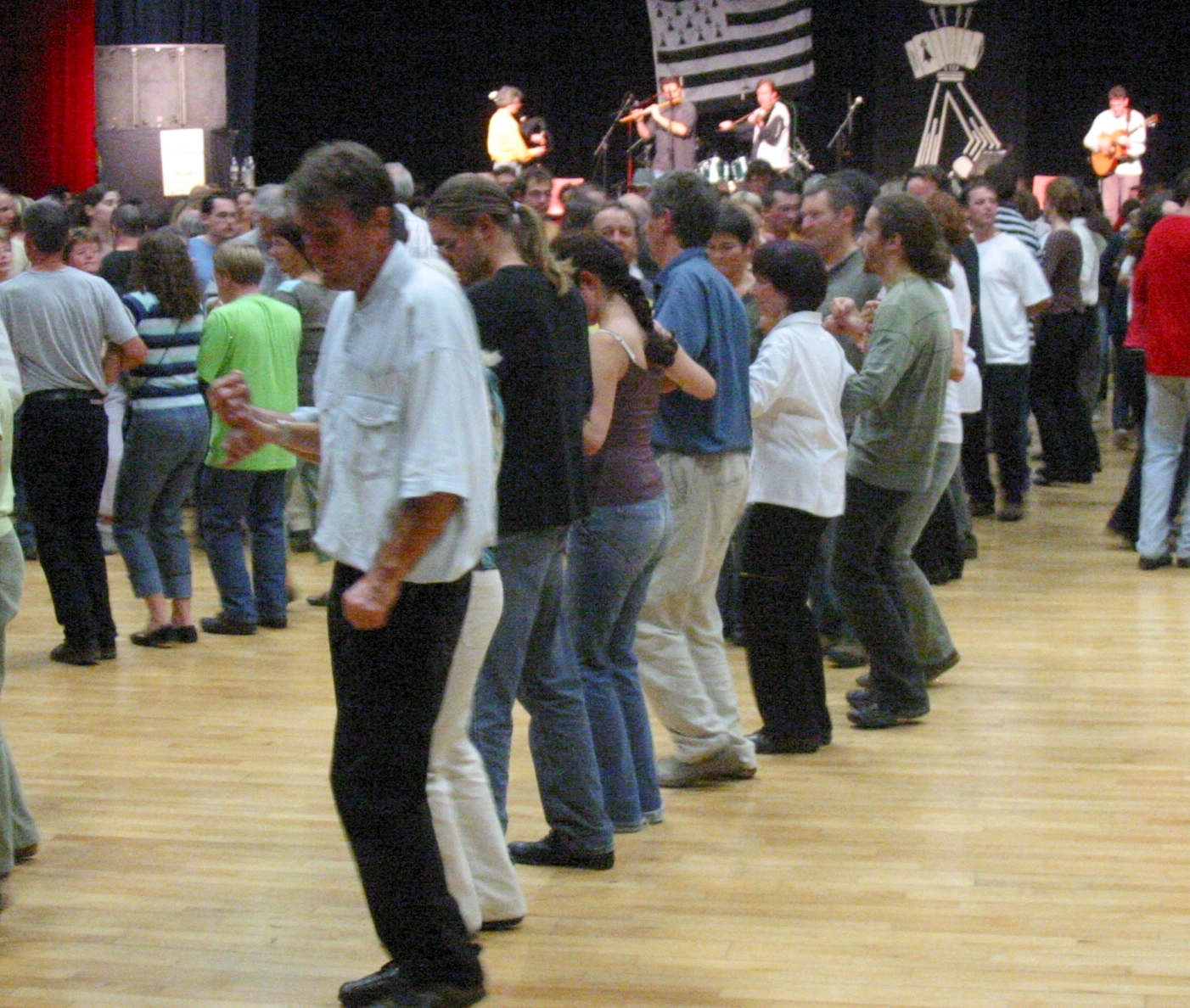
Nouveautés : la danse sur parquet, les chanteurs ou musiciens sur scène, sonorisés.

Pour inciter les kanerien (chanteurs) à sortir de leurs villages, l'idée est d'organiser des concours de chant ouverts à tous, avec des prix à gagner. Loeiz Ropars organise le premier concours de kan ha diskan en 1954 à Poullaouen, dont le succès populaire dépasse les espérances. Le 30 octobre 1955, il organise son premier fest-noz dans une salle de danse à Poullaouen, après le second concours de chant. Cette soirée historique, suivie par 3 000 personnes, marque à la fois le retour à la tradition et l'adaptation aux nouvelles conditions de la vie sociale et économique (exode rural, développement des communications...) : les chanteurs se produisent en salle, sur une scène séparée des danseurs, devant un micro. Ceux-ci fournissent par la même occasion les premiers enregistrements de kan ha diskan, réalisés par la première maison de disques bretonne Mouez Breiz.
Le fest-noz « mod-nevez » (nouvelle mode) prend vite son essor et se répand dans tout le terroir d'origine, c'est-à-dire en Cornouaille intérieure. Le premier fest-noz « urbain » se tient à Quimper en 1958, sous le nom de « bal breton ». La même année, les frères Morvan animent un fest-noz à Saint-Servais et, à Treffrin, ce sont Maryvonne et Anastasie Goadec qui y chantent. Quelques voix se font remarquer et la réputation de certains dépasse en peu de temps les limites de leur canton (frères Morvan, sœurs Goadec, Catherine Guern, Manu Kerjean et Lomig Donniou...). La collecte de chants du pays de Redon et Vilaine par Jean-Louis Latour et Albert Poulain donne un élan à la culture de Haute-Bretagne qui retrouve ses danses (Rond de Saint-Vincent, pilé-menu, avant-deux...).
Parti de haute Cornouaille (Rumengol, Spézet...), le modèle du nouveau fest-noz gagne dès 1957 d'autres « pays » pour conquérir Bretagne et diaspora, avec toujours cette vocation collective de la pratique de la danse et loin de la fête folklorique ou du spectacle (cercles celtiques) qui apparaissent au début du XXe siècle. Il ne relève pas d'un mouvement folklorique mais évolue au contraire avec son temps en exprimant les valeurs culturelles de la société bretonne contemporaine et en fonction des modes musicales. Vu la dimension des nouvelles rondes et chaînes, il fallut extraire les chanteurs de la danse et amplifier leur voix. Le phénomène épouse son cadre culturel contemporain avec l'installation d'un podium et d'une sonorisation pour les chanteurs ou sonneurs, avec le soutien éventuel d'une rythmique folk rock, permettant une audience massive. En parallèle, quelques musiciens tentent de créer des formations utilisant des instruments modernes. Ainsi, vers 1958, le groupe brestois Son ha Koroll, sous l'égide de Per Yves Moign, enregistre deux disques avec accordéon, batterie, violon, piano, contrebasse, s'inspirant du mouvement musical écossais. À Rennes, Evit Koroll fait de même. En 1961, Henri Landreau et Tugdual Calvez fondent les Namnediz, premier groupe à intégrer une basse électrique.
Dans une optique commerciale, des festoù-noz sont ensuite organisés avec force publicité et entrée payante. Mais à l'opposé des festoù-noz « touristiques », subsistent des occasions où un public averti aime à danser, à communiquer tout simplement[réf. nécessaire].

### Unification et ouverture

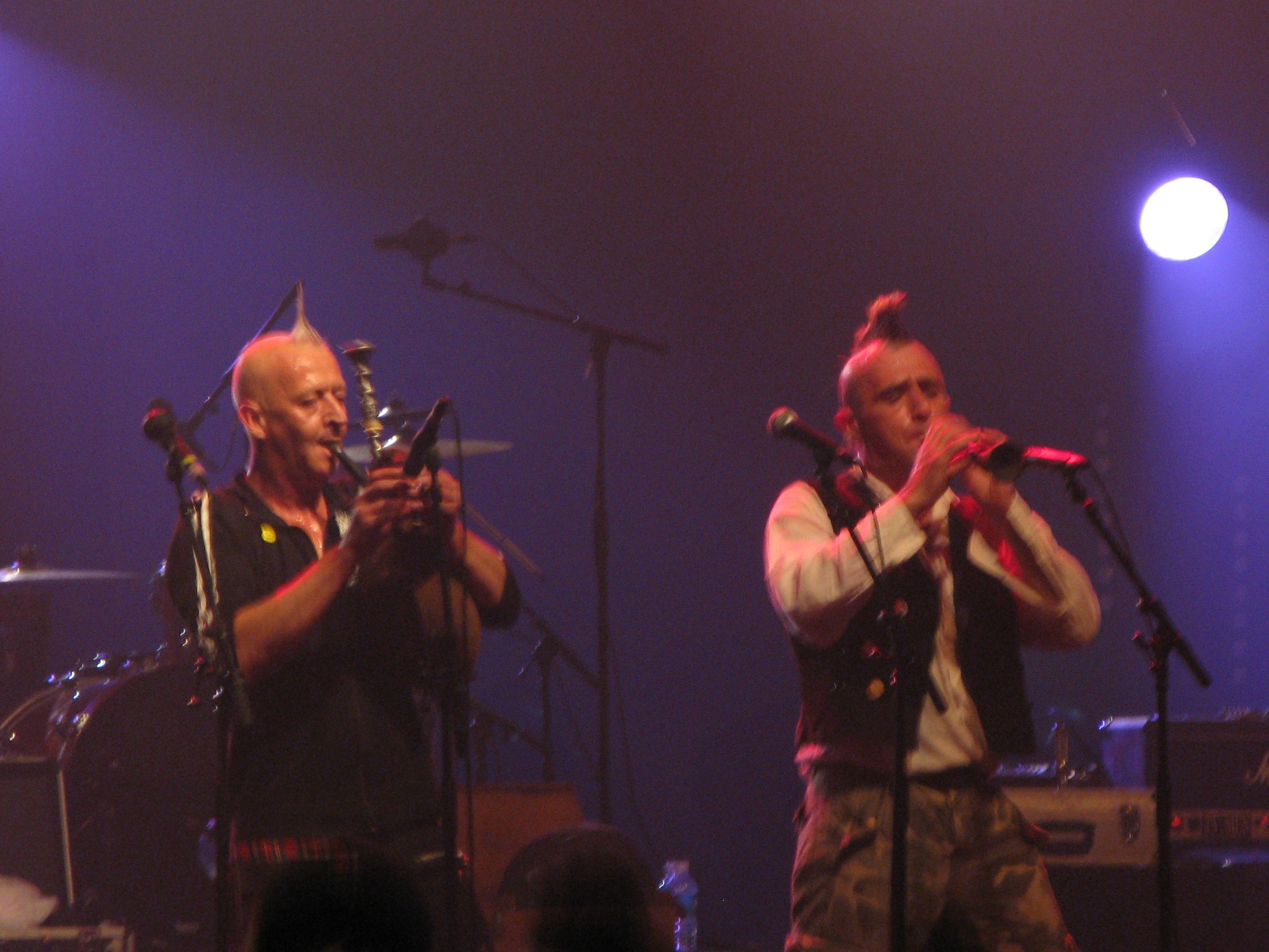
Les Ramoneurs de menhirs.

L'absence de normes mais le respect de codes implicites qui assurent la transmission des pratiques a conduit à l'apparition de nombreux airs composés et de variantes chorégraphiques. Ainsi, depuis le revival, elle renouvelle cette pratique festive en acceptant les variations mais en refusant les innovations qui ne respectent pas l'esprit de la tradition. Par exemple, les Ramoneurs de menhirs ont introduit leur punk celtique dans les festoù-noz des années 2000. Dès le début des années 1970, Alan Stivell, qui obtient une reconnaissance à l'échelle nationale et internationale, popularise à grande échelle la musique bretonne et la danse pratiquée en fest-noz. Nombreux sont les groupes folk bretons qui par la suite animent les soirées dansantes : Diaouled Ar Menez, Sonerien Du, Bleizi Ruz... Dans les années 1990, Ar Re Yaouank (« Les Jeunes ») rajeunissent l'image traditionnelle avec une énergie rock qui attire la nouvelle génération.
D'un état d'une constellation de danses quasi uniques pour chaque terroir, le répertoire chorégraphique traditionnel est passé de 1955 à nos jours vers une sorte de tronc commun à tous les musiciens et danseurs bretons. Fruit de mouvement folklorique et de revival, la danse collective est devenue un des moyens privilégiés de l'expression contemporaine de l'identité bretonne (combinant danse, musique, langue voir gastronomie) et offre la possibilité à tout un chacun de vivre la musique populaire de l'intérieur. Les festoù-noz participent à l'organisation spatiale du territoire, en s'inscrivant localement dans la réalité quotidienne des rapports sociaux, génèrent des recettes financières pour les associations qui les organisent le plus souvent, et l'été en attirant les touristes avec un impact direct sur l'économie de la région.
Aujourd'hui, les danseurs recherchent le plaisir de danser en groupe pour partager un moment privilégié, tous ensemble. D'une certaine façon, participer à un fest-noz de grande taille (comme il s'en organise souvent à proximité des grandes villes bretonnes ou en Île-de-France) se rapproche d'une sortie en boîte de nuit, voir d'une « transe musicale »[réf. nécessaire] de très grande ampleur lors des Cyber fest-noz, du festival Yaouank à Rennes...

### Une reconnaissance mondiale
Une forte émigration historique a engendré une diaspora bretonne à l'intérieur même des frontières françaises et partout ailleurs dans le monde (USA, Canada, Australie...). Il y a près d'un million de bretons de naissance ou d'adoption à vivre à Paris et en Ile-de-France[réf. nécessaire]. Ils apprécient de se retrouver au sein des associations bretonnes parisiennes (Mission bretonne), des bagadoù (Bagad Pariz, Bagad Keriz, etc.) et cercles celtiques (Cercle Mibien ar Mor de Poissy, Dañserien Pariz, Seiz Avel de Trappes...) et participent largement aux nombreux festoù-noz organisés toute l'année (Festival Pariz-Breizh à Argenteuil, Fest-noz de Cachan, de Villejuif ou de la Saint-Yves à Paris rassemblant chacun plusieurs milliers de danseurs). La scène musicale bretonne d'Ile-de-France est elle aussi très dynamique[réf. nécessaire] avec des groupes et formations tels que Dorn ha Dorn, Kafe Koefet, Kazdall, Kroazhent, Deskomp, Adrak, Ar Gazeg Veurzh...
Le fest-noz est retenu en 2012 pour représenter à l'UNESCO le patrimoine culturel immatériel breton, car il réunit un ensemble d'éléments de la culture bretonne : « le répertoire chanté, la pratique instrumentale, les danses et une dimension sociale liée à une convivialité partagée entre générations », selon le directeur de l'association Dastum.

### Une pratique affectée par la pandémie
Le monde du fest-noz a été arrêté dès la mi-mars 2020 à cause de la pandémie de Covid-19, aucun contact physique n'étant possible en maintenant les gestes barrières.
Pendant les confinements, Tamm-Kreiz organise des fest-noz virtuels, les musiciens de chez eux et avec leur matériel se filment en direct et font danser les internautes.

## Les danses

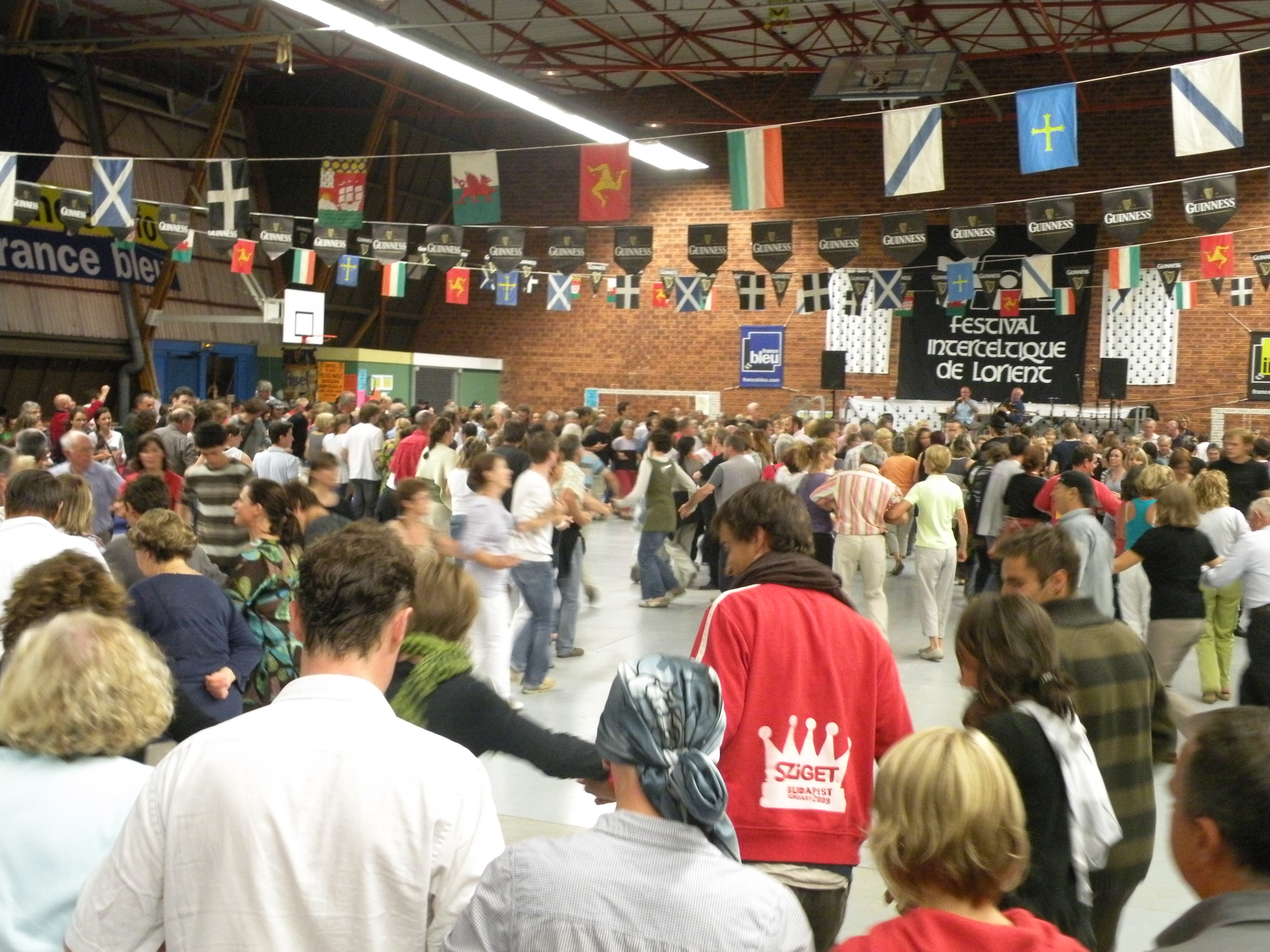
Fest-noz lors du Festival interceltique de Lorient 2010.

Il existe des centaines de danses traditionnelles, dont les plus connues sont : les gavottes, l'an-dro, l'hanter-dro, le laridé, le plinn, le kost ar c'hoat, etc. Lors d'un fest-noz, on pratique des danses en chaîne ou en ronde (tout le monde se tient par la main et le bras), des danses en couple, et des danses « à figures », comme le jabadao ou les nombreux avant-deux de Haute-Bretagne. Les danses de Basse-Bretagne sont le plus souvent organisées en suites de deux ou trois danses : ainsi, par exemple, la suite gavotte - bal - jabadao, caractéristique des terroirs du sud de la Cornouaille. On doit danser la suite complète avec le même cavalier ou cavalière.

## La musique
La musique que l'on peut entendre dans ces fêtes est de trois types : le chant a cappella, (kan ha diskan), le chant accompagné, ou la musique purement instrumentale. Avant l'invention des microphones et des instruments amplifiés, les instruments les plus utilisés étaient la bombarde accompagnée du biniou kozh, du fait de leur puissance sonore.
On trouvait aussi l'accordéon diatonique, la clarinette, le violon et, plus rarement, la vielle à roue. Après la Seconde Guerre mondiale, la cornemuse écossaise (appelée biniou bras « grande cornemuse » en Bretagne) s'est généralisée en Bretagne grâce aux bagadoù : elle a alors fréquemment pris la place du biniou kozh. La clarinette (treujenn-gaol en breton, ou trognon de chou), le plus souvent de modèle ancien à 13 clefs, avait quasiment disparu mais elle bénéficie d'un fort regain d'intérêt depuis quelques années.
Au-delà des instruments traditionnels, il existe par la suite des groupes aux tendances très variées, du rock, jazz (Diwall, Skeduz, Roll ma Yar…) au punk (Les Ramoneurs de menhirs)  en passant par les mélanges de tous les pays. Les instruments à cordes (violon, contrebasse, guitare acoustique, guitare électrique, guitare basse) et les percussions nord-africaines ont été depuis longtemps adoptés.
Les cuivres font actuellement de plus en plus leur apparition, apportant souvent avec eux des sonorités proches de celles des musiques des Pays de l'Est (Kreiz Breizh Akademi d'Erik Marchand, 'nDiaz, Modkozmik, Nâta).
À des degrés divers, certains groupes de fest-noz utilisent aussi les claviers électroniques, les synthétiseurs et divers instruments électroniques (Fleuves, Arvest, Les Baragouineurs, BHT, Electrad, Kepelledro, Plantec, les Sonerien Du, Strobinell, Toï-Toï…).

## Le déroulement

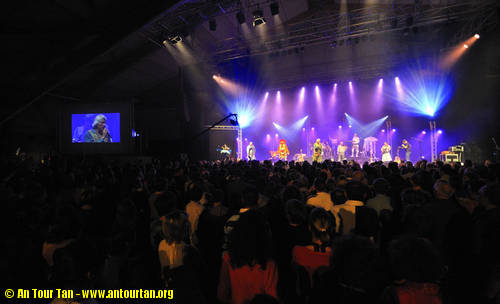
Tri Yann au Cyber fest-noz 2009.

Pratiqué dans sa forme traditionnelle dans les cours de ferme du Centre et de l'Ouest de la Bretagne ou sur les places publiques lors des noces, il investit après sa renaissance divers lieux : des salles des fêtes ou des foyers socioculturels le plus couramment mais aussi des salles omnisports, des salles de concerts ou encore des places publiques ou des placîtres de chapelles pendant la période estivale.
Pour animer les festoù-noz, il y a généralement plusieurs « groupes » qui se succèdent sur scène, parfois dans la danse.
En général[réf. nécessaire], les couples de sonneurs ou les chanteurs ne jouent ou ne chantent pas plus d'une demi-heure. Si un (ou plusieurs) groupe de musiciens est à l'affiche, le passage sera plus long, 3/4 d'heure à une heure.
On rencontre aussi de façon courante un bagad, un musicien soliste (accordéon diatonique par exemple).
En fin de fest-noz, il n'est pas rare que les musiciens et chanteurs fassent ensemble un « bœuf » : quelques morceaux de manière plus ou moins improvisée, avec une éventuelle participation des musiciens présents dans le public.

## Implication culturelle
L'association Dastum a préparé un dossier afin de faire inscrire la pratique du fest-noz en tant que patrimoine culturel immatériel de l'humanité, sous l'égide de l'UNESCO,. Le 5 décembre 2012, le fest-noz a été classé par l'UNESCO comme patrimoine culturel immatériel breton. Le fest-noz est également inscrit à l'Inventaire du patrimoine culturel immatériel en France.
Le site Internet Tamm-Kreiz.bzh, géré par l'association Tamm-Kreiz, publie les premières données sur l'activité du fest-noz depuis 2012 et assure un rôle d'Observatoire[réf. souhaitée] en plus de celui d'agenda.